# Neurothemis
Neurothemis – rodzaj ważek z rodziny ważkowatych (Libellulidae).

## Systematyka
Do rodzaju należą następujące gatunki:
- Neurothemis decora (Kaup in Brauer, 1866)
- Neurothemis degener Selys, 1879
- Neurothemis disparilis Kirby, 1889
- Neurothemis feralis (Burmeister, 1839)
- Neurothemis fluctuans (Fabricius, 1793)
- Neurothemis fulvia (Drury, 1773)
- Neurothemis intermedia (Rambur, 1842)
- Neurothemis luctuosa Lieftinck, 1942
- Neurothemis manadensis (Boisduval, 1835)
- Neurothemis nesaea Ris, 1911
- Neurothemis oligoneura Brauer, 1867
- Neurothemis papuensis Lieftinck, 1942
- Neurothemis ramburii (Kaup in Brauer, 1866)
- Neurothemis stigmatizans (Fabricius, 1775)
- Neurothemis taiwanensis Seehausen & Dow, 2016
- Neurothemis terminata Ris, 1911
- Neurothemis tullia (Drury, 1773)